# Phallogozentrismus
Phallogozentrismus (ein Kofferwort aus Phallus und Logos) ist ein Begriff aus dem dekonstruktivistischen Feminismus. Die zentrale Aussage ist, dass alle Weiblichkeitsentwürfe aus der Perspektive des Mannes betrachtet und formuliert werden, was sich vor allem in einer „phallozentrischen“ Sprache zeige und damit die eigentliche Einteilung in zwei menschliche Geschlechter (binäre Geschlechterordnung) aufhebe. Die Frau sei innerhalb dieser männlich dominierten Sprache „kein Geschlecht, sondern das Männliche, das anders auftritt.“

## Theorie des Phallogozentrismus
Die Theorie beschäftigt sich vor allem mit der Verwendung der Sprache im Zusammenhang des Geschlechts (Gender). Kritisiert wird die binäre, hierarchische Opposition abendländischen Denkens, die dazu führe, dass sich eine metaphysische Logik eines Begriffspaares bilde, in dem das eine als originär und das andere als Ableitung desselben verstanden werde. Die von der französischen Feministin und Psychoanalytikerin Luce Irigaray auf dieser Basis erstellte kritische Theorie versteht sich als Gegenargument zur Freudschen Theorie des Penisneids. Für Irigaray werden Frauen nur als Spiegel des Mannes verstanden und nicht als eigenständiges Geschlecht in der Literatur wahrgenommen. Andere poststrukturalistische Feministinnen wie beispielsweise Julia Kristeva, Hélène Cixous und Sarah Kofman haben diese Theorie aufgegriffen. Spätere Studien, beispielsweise von Judith Butler, beschäftigen sich mit dem Gedanken des Phallogozentrismus und den Möglichkeiten seiner Aufhebung.
Die Theorie des Phallogozentrismus basiert unter anderem auf den Ideen von Jacques Lacans Spiegelstadium und Jacques Derridas Logozentrismus.